# خنفساء القمامة
ًٌَُُ

فراشة الدقيق الصغرى أو خنفساء القمامة (بالانجليزية:Alphitobius diaperinus) وهي تتبع فصيلة الخنافس الداكنة (الاسم العلمي: Tenebrionidae).
لهذه الخنافس انتشار عالمي تقريبا في كل أنحاء العالم.
معروفة بأنها آفة حشرية لمنتجات الغلال المخزنة مثل الدقيق ومرافق تربية الدواجن
وهي ناقلة للعديد من مسببات امراض الحيوانات.

## الوصف
يبلغ طول الخنفساء البالغة حوالي 6 ميلليمتر وذات شكل بيضاوي
وتكون سوداء لامعة أو بنية مع جناح غمدي ذي لون بني محمر.
يختلف اللون بين أفراد الفصيلة الواحدة ومعظم سطح الجسم مغطى ببصمات مثل الثقوب.
قرون الاستشعار يفتح لونها عند نهايتها ومغطاه بشعر دقيق وكثيف لونه أصفر
ويوجد على الجناح الغمدي أخاديد طولية ضحلة.
يتميز بيض الخنفساء بلون أبيض أو أسمر ويبلغ طوله حوالي 1.5 ملليمتر.
اليرقات تشبه إلى حد كبير يرقات باقي الخنافس في الفصيلة ولكنها تكون صفراء وقد يصل طولها إلى حوالي 11 مم في تهاية مرحلة ما قبل البلوغ.
تكون الحشرات ضاربة للبياض عندما تفقس البيوض ثم تكتسب اللون اللبني-الأصفر مع الكبر.
يوجد حوالي 6-11 طور.

## الانتشار
يعرف هذا النوع في جميع أنحاء العالم منذ فترة طويلة باعتبارها آفة حشرية شائعة، ولذلك فأصولها غير مؤكدة، ولكن من المحتمل
أن تكون قد نشأت في أفريقيا جنوب الصحراء الكبرى.
انتقلت إلى أوروبا منذ فترة طويلة، ومن المحتمل أنها قدمت إلى أمريكا الشمالية من هناك.

## بيولوجيا
تزدهر خنافس القمامة في البيئات الحارة والرطبة الطبيعية منها والمنشئة من قبل البشر.
تسكن الكهوف، أعشاش القوارض وأعشاش الطيور بما فيها الحمام، الطائر مطرقي الرأس وعصفور البيت.
ويستعمر بسهولة المنشآت الزراعية ذات المصادر الغذائية الوفيرة والأجواء الدافئة مثل مرافق تصنيع وتخزين الغلال وتربية الدواجن.
تستهلك مجموعة واسعة من المواد بما في ذلك القمامة، فضلات الطيور والخفافيش، العفن، الريش والجيف.
تتغذى على بيض ويرقات الحشرات الأخرى مثل فراشة الأرز (الاسم العلمي "Corcyra cephalonica").

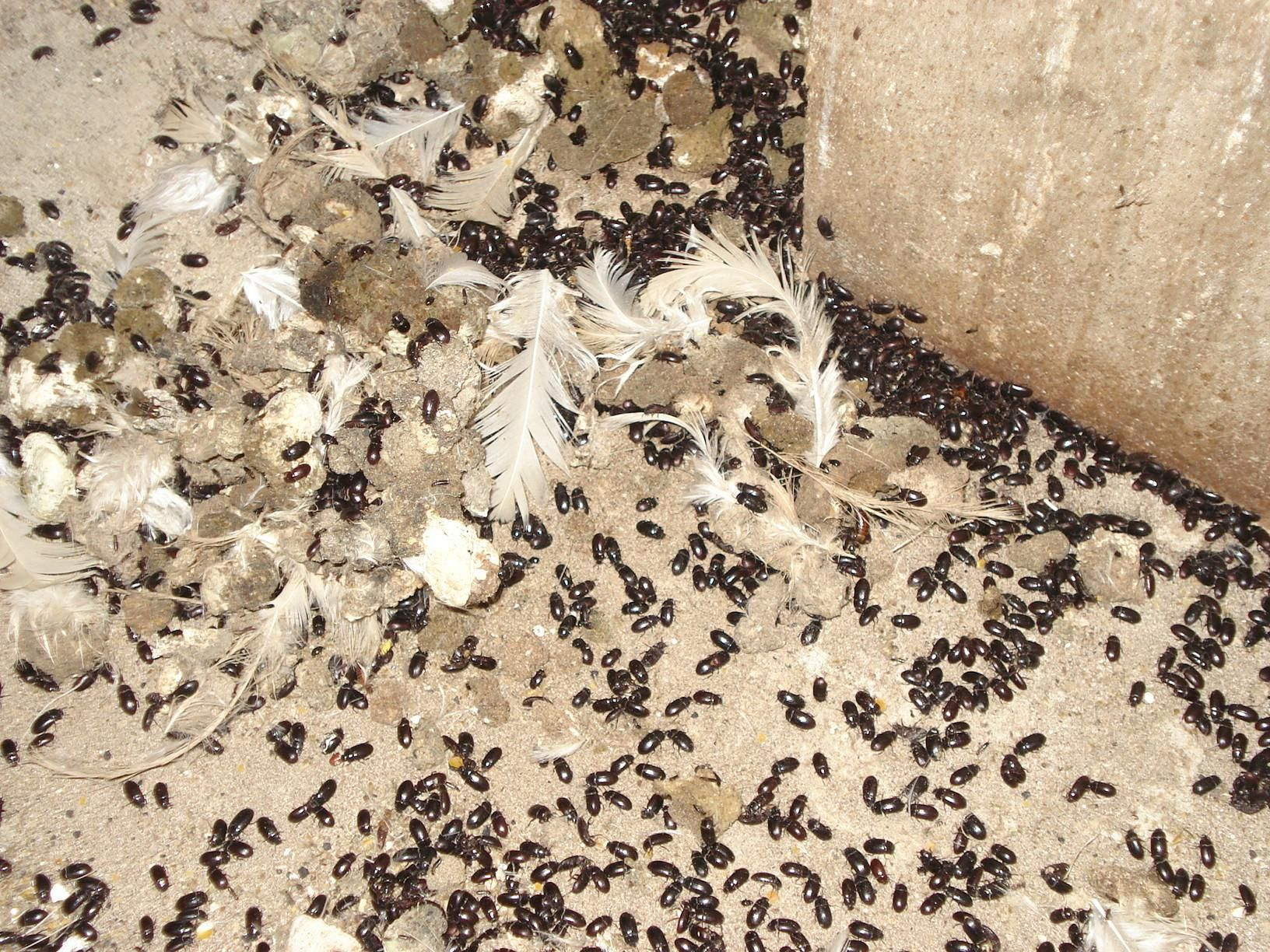
خنفساء القمامة في إحدى مزارع الدواجن

تتغذى عادة على الحيوانات الضعيفة أو المريضة. وعندما تعيش في بيوت الطيور من الممكن أن تصيب وتتغذى على الطيور التي على حافة الموت خاصة الدجاج. وقد لوحظ في أحد المرات أنها تقطن كيس الصفن لفأر.
أنثى خنفساء القمامة البالغة تضع في العادة من 200 و 400 بيضة، ولكن كان من المعروف أن تنتج ما قد يصل إلى 2000 بيضة.
تضع البيض كل بضعة أيام طوال حياتها اللتي قد تصل إلى سنة أو قد تصل إلى سنتين عندما تربى في الأًسر.
تضع البيض في القمامة، الفضلات، مخازن الحبوب أو الشقوق في الهياكل. وتظهر اليرقات في غضون أسبوع وتستغرق من 40 ل 100 يوم لتصل لمرحلة النضج وهذا يتوقف على الظروف والإمدادات الغذائية. تكبر اليرقة جيدا في الرطوبة العالية.
نشطة جدا ومتحركة وتحفر سريعا عندما تهدد.
تنشط اليرقات والحشرات البالغة ليلا.

## التأثير
كآفة حشرية تعتبر خنفساء القمامة الأكثر ضررا على صناعة الدواجن. وهي الخنفساء الأكثر شيوعا في قمامة الدواجن.
تدمر اليرقة منشآت تربية الدواجن أثناء بحثهم عن مواضع التشرنق المناسبة، عن طريق المضغ خلال الخشب، الألياف الزجاجية والبوليسترين العازل. هذا الدمار يكون مكلفا للمزارعين خاصة تكاليف طاقة التدفئة.
تستهلك الخنفساء طعام الطيور وتهيجها عن طريق عضهم.
من الحشرات أيضا التي تقطن مزارع الدواجن الذباب «الذبابة المنزلية» وخنفساء المهرج.
تعتبر خنفساء القمامة ناقلة للعديد من مسببات الامراض حيث تنقل أكثر من 30 مرض طيور وتنقل فيروسات حيوانية مثل الفيروس العجلي (rotavirus), الفيروس التاجي الذي يصيب الديك الرومي، فيروسات الدواجن التي تسبب مرض ميرك وداء الغومبورو، والفيروسات التي تسبب داء نيوكاسل، انفلونزا الطيور، وجدري الطيور.
تنقل بكتيريا مثل العطيفة الصائمية، الاشريكية قولونية والمكورة العنقودية.
تعرض فرخ لخنفساء ملوثة من اللمكن أن يؤدي إلى استعمار أمعاء الطير بالبكتيريا. الفراخ أكثر عرضة للإصابة من خلال تناول يرقات الخنافس
من الممكن أن تنقل أيضا فطر الرشاشية، الإيمرية والأوليات التي تسبب داء الكوكسيديا في الطيور.
تحمل الديدان الشريطية للطيور مثل الدودة الشريطية قمعية القمع والديدان الخيطية مثل Subulura brumpti و Hadjelia truncata.
تواجه الدواجن صعوبة في هضم الخنفساء واليرقة، وإذا اكلتها من الممكن أن تصاب بانسداد معوي.
إذا تغذت [[الدواجن اللاحمة]] أو الديوك الرومي المستأنسة على الخنافس فانها تواجه مشاكل في اكتساب الوزن.
مثل باقي الخنافس الداكنة، ينتج هذا النوع مركبات بنزوكينون دفاعية والتي تكون مهيجة للبشر، مسببة الربو، الصداع، التهاب الأنف، قرح بالقرنية، والتهاب بالجلد مع حُمَامَى وحُطاطات «احمرار وبثور». قد تكون مركبات البنزوكينون مسرطنة.

## المعالجة
لا يوجد حاليا أي وسائل مكافحة للآفات البيولوجية من الممكن استخدامها ضد هذه الخنافس. فطرال (Beauveria bassiana)وهو مُمرِض مفصلي قد يثبت فعاليته في المكافحة. بعض أنواع الطفيليات والعناكب معروفة كأعداء طبيعية.
عادة ما يتم محاولة السيطرة عليها بمبيدات الكارباريل الحشرية والتي تكون في شكل مسحوق، سائل أو طُعم. وتستخدم أيضا البيروثريودات وحمض البوريك. في الغالب لا يمكن السيطرة على حالات التفشي الحقيقية وأظهرت بعض فئات الخنافس مقاومة للمركبات المختلفة وتكون المقاومة أكثر شيوعا في المزارع التي تم معالجتها كيميائيا لسنوات عديدة. المبيدات حشرية ليست مثالية لأنها تلوث الدواجن كما أنها ليست فعالة عندما تكون الجحور بعيدا عن المتناول.
الصيانة السليمة لمزارع الدواجن عادة تحافظ على الخنفساء تحت السيطرة لأنها تنتشر في القمامة المتراكمة والفضلات.

## الاستخدامات
تستخدم أنواع من هذا الجنس بجانب العثة في المتاحف لتنظيف أنسجة الجثث أثناء اعداد العينات الحيوانية.
مثل بعض أنواع الميلوورمس الأخرى تستخدم اليرقات في تغذية الزواحف الأسيرة. وتعرف باسم دودة الجاموس عند استخدامها كطعام للحيوانات الأليفة.
كانت تستخدم كطعام أولى جيد لصغار سلحفاة وسط أمريكا الخشبية (Rhinoclemmys pulcherrima mannii) لأنها أكثر نشاطا من الميلوورمس الشائعة وحركتها تحفز السلوك الغذائي للسلاحف.